# Веркеевщина
Веркеевщина — деревня в Мстиславском районе Могилёвской области Белоруссии. Входит в состав Мушинского сельсовета.

## География
Деревня Веркеевщина находится в 19 км к юго-западу от Мстиславля, в 88 км от Могилёва, в 6 км от железнодорожной станции Ходосы на линии Орша — Сураж.
Рельеф равнинно-холмистый. На востоке течёт река Белая Натопа (приток реки Чёрная Натопа), а на юге — ручей, её приток.

## История
По письменным источникам Веркеевщина известна с начала XX века. В 1909 году деревня в Казимировослободской волости Мстиславского повета, 8 дворов, 58 жителей.
С 17 июля 1924 года деревня в составе БССР. В 1926 году в деревне с населением 65 жителей было 9 дворов. В 1931 году был организован колхоз, который обслуживала Ходосовская МТС имени Тельмана. С 20 февраля 1938 года деревня в составе Могилёвской области.
В Великую Отечественную войну с 15 июля 1941 года по 3 октября 1943 года была оккупирована немецко-фашистскими захватчиками.
В 1990 году в Веркеевщине было 14 хозяйств и проживали 37 жителей, деревня относилась к совхозу «Победа» с центром в деревне Мушино (с 2007 года СПК «Мушино»).

## Население
В 2007 году в Веркеевщине — 8 хозяйств и 13 жителей.

## Инфраструктура
Планировочно деревня состоит из прямолинейной улицы, ориентированной с юго-востока на северо-запад и застроенной двусторонне, неплотно, традиционными индивидуальными деревянными домами усадебного типа.

## Транспорт
Транспортные связи по местной дороге через деревню Новое Село и далее по шоссе Мушино — Мстиславль.